# 秋落ち
秋落ち (あきおち) とは、稲作において登熟期以降に急激に生育が衰え、収量が低下する現象のことである。症状として下葉の枯れ上がりや、ごま葉枯病の斑点を呈することなどが挙げられる。

## 原因と対策
主な原因として硫化水素などの還元物が根の生育を阻害することがある。老朽化した水田では土壌中の鉄やマンガンなどが不足していることが多いため、硫化水素などの有害物質が結合して不溶化されないことにより、発生が多い。対策として硫酸イオンを含む肥料を控えることや、鉄やマンガンを施用することが考えられる。